# Zustand (Mathematik)
Ein Zustand ist ein mathematischer Begriff, der in der Funktionalanalysis untersucht wird. Es handelt sich um bestimmte lineare Funktionale auf reellen oder komplexen Vektorräumen, die in gewisser Weise normiert sind. Oft sind die Definitionen so angelegt, dass die Zustände bezüglich einer Ordnungsstruktur positiv sind, das heißt, dass sie die positiven Elemente dieser Ordnung auf nicht-negative reelle Zahlen abbilden. Ferner bildet der Zustandsraum, das ist die Menge der Zustände, einen topologisch oder geometrisch interessanten Raum.

## Involutive Algebren
Der für Anwendungen wichtigste Fall ist der eines Zustandes auf einer involutiven Algebra, der wie folgt erklärt ist. Es sei {\displaystyle A} eine normierte {\displaystyle \mathbb {K} }-Algebra, wobei {\displaystyle \mathbb {K} } für einen der Körper {\displaystyle \mathbb {R} } oder {\displaystyle \mathbb {C} } stehe, auf der zusätzlich eine Involution {\displaystyle {}^{*}\colon A\rightarrow A,\,a\mapsto a^{*}} definiert sei.
Ein Zustand auf {\displaystyle A} ist ein stetiges, lineares Funktional {\displaystyle f:A\rightarrow \mathbb {K} } mit
- {\displaystyle f(a^{*}a)\geq 0} für alle {\displaystyle a\in A}
- {\displaystyle \|f\|=1}.[1]

Die Menge aller Zustände heißt Zustandsraum und wird oft mit {\displaystyle S(A)} bezeichnet (S steht für das englische Wort state für Zustand). Ersetzt man die Bedingung {\displaystyle \|f\|=1} durch {\displaystyle \|f\|\leq 1}, so spricht man von einem Quasizustand; der Quasizustandsraum {\displaystyle Q(A)} ist die Menge aller Quasizustände. Hat {\displaystyle A} ein Einselement {\displaystyle e}, so fordert man zusätzlich noch {\displaystyle f(e)=1}.

## Beispiele

### Vektorzustände
Sei {\displaystyle A} eine involutive Unteralgebra von {\displaystyle L(H)}, der Algebra der beschränkten, linearen Operatoren auf einem Hilbertraum {\displaystyle H} mit Einselement {\displaystyle e:=\mathrm {id} _{H}\in A}. Ist dann {\displaystyle \xi \in H} ein Vektor der Norm 1, so definiert dieser durch
{\displaystyle \omega _{\xi }(a):=\langle a\xi ,\xi \rangle } für {\displaystyle a\in A}
einen Zustand {\displaystyle \omega _{\xi }} auf {\displaystyle A}, den sogenannten durch {\displaystyle \xi } definierten Vektorzustand, denn es gilt für jedes {\displaystyle a\in A}
{\displaystyle \omega _{\xi }(a^{*}a)=\langle a^{*}a\xi ,\xi \rangle =\langle a\xi ,a\xi \rangle =\|a\xi \|^{2}\geq 0} und
{\displaystyle \|\omega _{\xi }\|=\sup _{a\in A,\|a\|\leq 1}|\omega _{\xi }(a)|=\sup _{a\in A,\|a\|\leq 1}|\langle a\xi ,\xi \rangle |\leq \sup _{a\in A,\|a\|\leq 1}\|a\|\|\xi \|^{2}=1}
Hier gilt Gleichheit, denn {\displaystyle |\omega _{\xi }(e)|=\langle e\xi ,\xi \rangle =\|\xi \|^{2}=1}.
Daher ist {\displaystyle \omega _{\xi }} ein Zustand.
Ist {\displaystyle \lambda \in \mathbb {K} } eine Zahl vom Betrag 1, ein insbesondere in der Physik sogenannter Phasenfaktor, so definieren {\displaystyle \xi } und {\displaystyle \lambda \xi } denselben Zustand, denn für {\displaystyle a\in A} ist
{\displaystyle \omega _{\lambda \xi }(a)=\langle a(\lambda \xi ),\lambda \xi \rangle =\lambda {\overline {\lambda }}\langle a\xi ,\xi \rangle =|\lambda |^{2}\langle a\xi ,\xi \rangle =\langle a\xi ,\xi \rangle =\omega _{\xi }(a)}.
In der Quantenmechanik identifiziert man auf 1 normierte Hilbertraumvektoren mit quantenmechanischen Zuständen, meint aber eigentlich die durch sie definierten Vektorzustände, denn der Messwert einer Observablen im Zustand {\displaystyle \xi } ist {\displaystyle \langle a\xi ,\xi \rangle =\omega _{\xi }(a)}. Damit wird klar, dass ein Hilbertraumvektor einen Zustand nur bis auf einen Phasenfaktor, der in der Form {\displaystyle e^{i\omega t}} auftritt, eindeutig bestimmt.

### Räume von Maßen
Sei {\displaystyle A=C[0,1]} die C*-Algebra der stetigen Funktionen {\displaystyle [0,1]\rightarrow \mathbb {K} }, die Involution wird durch die komplexe Konjugation definiert. Der Dualraum ist bekanntlich der Raum der signierten Borelmaße, wobei die Operation eines solchen Maßes {\displaystyle \mu } auf eine stetige Funktion {\displaystyle f\in C[0,1]} durch
{\displaystyle \mu (f):=\int f\mathrm {d} \mu }
gegeben ist. Da
{\displaystyle \mu ({\overline {f}}f)=\mu (|f|^{2})=\int |f|^{2}\mathrm {d} \mu },
sind die Zustände auf {\displaystyle C[0,1]} genau die positiven Borelmaße mit Totalvariationsnorm {\displaystyle \|\mu \|=1}.
Diese Überlegungen können auf beliebige Algebren von C0-Funktionen verallgemeinert werden.

### Lokalkompakte Gruppen
Es sei {\displaystyle L^{1}(G)} die Gruppenalgebra einer lokalkompakten Gruppe, das ist die Faltungsalgebra der bezüglich des Links-Haarmaßes integrierbaren Funktionen. Der Dualraum ist bekanntlich {\displaystyle L^{\infty }(G)}, das heißt der Raum der wesentlich beschränkten Funktionen.
Eine {\displaystyle L^{\infty }(G)}-Funktion {\displaystyle \varphi } operiert auf {\displaystyle L^{1}(G)} durch die Definition
{\displaystyle \varphi (f):=\int \varphi \cdot f\mathrm {d} \mu },
wobei {\displaystyle \mu } das Haarsche Maß ist.
{\displaystyle \varphi } ist genau dann ein Zustand auf {\displaystyle L^{1}(G)}, wenn
- {\displaystyle \|\varphi \|=1}
- {\displaystyle \varphi } stimmt fast überall mit einer stetigen, positiv-definiten Funktion überein.

Dabei heißt eine Funktion {\displaystyle \varphi } positiv-definit, falls die Matrix {\displaystyle (\varphi (s_{i}^{-1}s_{j}))_{i,j}} für jede endliche Anzahl von Elementen {\displaystyle s_{1},\ldots ,s_{n}\in G} positiv definit ist.

## Bedeutung, GNS-Konstruktion
Eine Hilbertraum-Darstellung einer involutiven Banachalgebra ist ein *-Homomorphismus {\displaystyle \pi :A\rightarrow L(H)} in die Algebra der beschränkten linearen Operatoren auf einem Hilbertraum {\displaystyle H}. Der Einfachheit halber nehmen wir an, {\displaystyle A} habe ein Einselement {\displaystyle e} und es sei {\displaystyle \pi (e)=\mathrm {id} _{H}}. (Hat {\displaystyle A} kein Einselement, so kann man nötigenfalls eines adjungieren oder Algebren mit einer Approximation der Eins betrachten.)
Ist nun {\displaystyle \omega _{\xi }} ein Vektorzustand auf {\displaystyle L(H)} und {\displaystyle \|\pi \|\leq 1}, so ist {\displaystyle \omega _{\xi }\circ \pi } ein Zustand auf {\displaystyle A}, denn
{\displaystyle (\omega _{\xi }\circ \pi )(a^{*}a)=\langle \pi (a^{*}a)\xi ,\xi \rangle =\langle \pi (a^{*})\pi (a)\xi ,\xi \rangle =\langle \pi (a)\xi ,\pi (a)\xi \rangle =\|\pi (a)\xi \|^{2}\geq 0}.
Die wesentliche Bedeutung der Zustände resultiert aus der Tatsache, dass man diese Überlegung umkehren kann, das heißt, man kann von einem Zustand {\displaystyle f} zu einer Hilbertraum-Darstellung {\displaystyle \pi _{f}:A\rightarrow L(H_{f})} und einem Vektor {\displaystyle \xi _{f}\in H_{f}} kommen, sodass
{\displaystyle f(a)=\langle \pi _{f}(a)\xi _{f},\xi _{f}\rangle } für alle {\displaystyle a\in A}.
Zur Konstruktion, die man nach Gelfand, Neumark und Segal auch GNS-Konstruktion nennt, bildet man zum Zustand {\displaystyle f} zunächst das Linksideal
{\displaystyle N_{f}:=\{a\in A|f(a^{*}a)=0\}}.
Auf dem Faktorraum {\displaystyle A/N_{f}} wird durch die Formel
{\displaystyle \langle a+N_{f},b+N_{f}\rangle _{f}:=f(b^{*}a)}
ein Skalarprodukt {\displaystyle \langle \cdot ,\cdot \rangle _{f}} definiert, das {\displaystyle A/N_{f}} zu einem Prähilbertraum macht, dessen Vervollständigung ein Hilbertraum {\displaystyle H_{f}} ist. Mittels der Linksidealeigenschaft von {\displaystyle N_{f}} kann man zeigen, dass jedes {\displaystyle a\in A} eine stetige, lineare Abbildung {\displaystyle A/N_{f}\rightarrow A/N_{f},\,b+N_{f}\mapsto ab+N_{f}} definiert, die sich eindeutig zu einer stetigen, linearen Abbildung {\displaystyle \pi _{f}(a):H_{f}\rightarrow H_{f}} fortsetzt. Die dadurch definierte Abbildung {\displaystyle \pi _{f}:A\rightarrow L(H_{f})} ist eine Hilbertraum-Darstellung und mit der Definition
{\displaystyle \xi _{f}:=e+N_{f}\in A/N_{f}\subset H_{f}}
folgt die gewünschte Beziehung, denn für {\displaystyle a\in A} ist
{\displaystyle \langle \pi _{f}(a)\xi _{f},\xi _{f}\rangle _{f}=\langle \pi _{f}(a)(e+N_{f}),e+N_{f}\rangle _{f}=\langle ae+N_{f},e+N_{f}\rangle _{f}=f(e^{*}ae)=f(a)}.
Jeder Zustand kann also mittels einer Hilbertraum-Darstellung als Vektorzustand geschrieben werden.

## Eigenschaften

### C*-Algebren
Für C*-Algebren mit Einselement kann man Zustände ohne Bezugnahme auf die Involution definieren. Für den Zustandsraum einer solchen Algebra {\displaystyle A} gilt
{\displaystyle S(A)=\{f\in A'|\,\|f\|=f(e)=1\}},
wobei {\displaystyle A'} den Dualraum von {\displaystyle A} bezeichnet. Die Eigenschaft {\displaystyle f(a^{*}a)\geq 0} folgt automatisch. Es gilt sogar allgemeiner für C*-Algebren ohne Einselement:
Ist {\displaystyle f\in A'} ein stetiges, lineares Funktional und gilt {\displaystyle \textstyle \|f\|=\lim _{i\in I}f(e_{i})} für irgendeine 1-beschränkte Approximation der Eins {\displaystyle (e_{i})_{i\in I}} von {\displaystyle A}, so ist {\displaystyle f} ein Zustand.

### Konvexe Hülle des Spektrums
Da der Zustandsraum {\displaystyle S(A)} einer C*-Algebra {\displaystyle A} mit Einselement konvex und schwach-*-kompakt ist, und da für jedes {\displaystyle a\in A} die Abbildung {\displaystyle A'\rightarrow \mathbb {C} ,f\mapsto f(a)} linear und schwach-*-stetig ist, ist auch
{\displaystyle \{f(a);f\in S(A)\}\subset \mathbb {C} }
konvex und kompakt. Man kann zeigen, dass das Spektrum {\displaystyle \sigma (a)} von {\displaystyle a} stets in dieser Menge enthalten ist, das heißt, es gilt
{\displaystyle \mathrm {conv} (\sigma (a))\subset \{f(a);f\in S(A)\}},
wobei {\displaystyle \mathrm {conv} } für die konvexe Hülle einer Menge steht. Für normale Elemente gilt Gleichheit, im Allgemeinen ist die Inklusion aber echt, wie das Beispiel {\displaystyle a={\begin{pmatrix}0&1\\0&0\end{pmatrix}}\in L(\mathbb {C} ^{2})} zeigt. Das Spektrum dieses nilpotenten Elements {\displaystyle a} ist {\displaystyle \{0\}}, stimmt also mit der eigenen konvexen Hülle überein, aber für den Einheitsvektor {\displaystyle \textstyle \xi ={\frac {1}{\sqrt {2}}}{\begin{pmatrix}1\\1\end{pmatrix}}} ist {\displaystyle \textstyle \omega _{\xi }(a)={\frac {1}{2}}} nicht in der konvexen Hülle des Spektrums enthalten.

## Besondere Zustände

### Normale Zustände
Auf Von-Neumann-Algebren hat man neben der Normtopologie weitere Operatortopologien und es ist daher von Interesse, welche Zustände bzgl. dieser Topologien stetig sind. Die ultraschwach-stetigen Zustände heißen normal, es sind genau diejenigen, die sich als abzählbare Summe von Vielfachen von Vektorzuständen schreiben lassen. Sie können auf verschiedene Weisen charakterisiert werden und spielen eine wichtige Rolle in der Theorie der Von-Neumann-Algebren, insbesondere auch deshalb, weil die GNS-Konstruktion zu einem Homomorphismus zwischen Von-Neumann-Algebren führt.

### Spurzustände
Erfüllt der Zustand {\displaystyle f} die Bedingung {\displaystyle f(ab)=f(ba)} für alle Elemente {\displaystyle a} und {\displaystyle b} der Algebra, so verhält er sich wie eine Spur. Man spricht daher von einem Spurzustand. Alle Zustände auf einer kommutativen Algebra sind Spurzustände. Die Spur auf der Algebra der {\displaystyle n\times n}-Matrizen ist ein Spurzustand. UHF-Algebren besitzen eindeutige Spurzustände.

### Treue Zustände
Ein Zustand {\displaystyle f} heißt treu, wenn aus {\displaystyle f(a^{*}a)=0} schon {\displaystyle a=0} folgt. In diesem Fall ist das Linksideal {\displaystyle N_{f}} aus der GNS-Konstruktion gleich dem Nullideal und die Konstruktion vereinfacht sich erheblich, die konstruierte Darstellung ist treu, das heißt injektiv. Auf separablen C*-Algebren gibt es stets treue Zustände.
Die Existenz treuer, normaler Zustände charakterisiert die σ-endlichen Von-Neumann-Algebren.

### Reine Zustände
Der Quasizustandsraum ist konvex und schwach-*-kompakt, besitzt also nach dem Satz von Krein-Milman viele Extremalpunkte. Die von 0 verschiedenen Extremalpunkte des Quasizustandsraums sind Zustände und heißen reine Zustände, da sie nicht Mischungen, das heißt Konvexkombinationen, anderer Zustände sein können.
Im Falle kommutativer C*-Algebren {\displaystyle A} sind die reinen Zustände genau die *-Homomorphismen {\displaystyle A\rightarrow \mathbb {C} }. Im Falle nicht-kommutativer C*-Algebren sind die reinen Zustände genau diejenigen, deren GNS-Konstruktion zu irreduziblen Darstellungen führen.

## Banachalgebren
Die Charakterisierung der Zustände auf einer C*-Algebra mit Einselement als solche stetigen, linearen Funktionale, für die {\displaystyle \|f\|=f(e)=1} gilt, lässt sich auf beliebige Banachalgebren {\displaystyle A} mit Einselement übertragen. Man definiert:
{\displaystyle S(A):=\{f\in A'|\,\|f\|=f(e)=1\}}
{\displaystyle V(a):=\{f(a)|\,f\in S(A)\}\subset \mathbb {C} } für ein {\displaystyle a\in A}
{\displaystyle S(A)} heißt Zustandsraum, {\displaystyle V(a)} numerischer Wertebereich. Wie schon im oben beschriebenen Fall der C*-Algebren ist {\displaystyle V(a)} eine konvexe, kompakte Teilmenge der komplexen Ebene, die das Spektrum von {\displaystyle a} umfasst. Diese Begriffsbildung hat viele Anwendungen in der Theorie der Banachalgebren, sie führt insbesondere zu Charakterisierungen der C*-Algebren unter allen Banachalgebren (Satz von Vidav-Palmer).

## Geordnete Vektorräume
Ist {\displaystyle V} ein geordneter Vektorraum mit einer Ordnungseinheit {\displaystyle e}, so nennt man ein lineares Funktional {\displaystyle f:V\rightarrow \mathbb {R} } einen Zustand, falls {\displaystyle f(e)=1} und {\displaystyle f(v)\geq 0} für alle {\displaystyle v\in V,v\geq 0}. Der Zustandsraum, das heißt die Menge aller Zustände, ist konvex, die Extremalpunkte dieser Menge heißen reine Zustände.
Ein Zustand ist genau dann rein, wenn für jedes lineare Funktional {\displaystyle g:V\rightarrow \mathbb {R} } mit {\displaystyle 0\leq g(v)\leq f(v)} für alle {\displaystyle v\in V,v\geq 0} schon folgt, dass {\displaystyle g=g(e)\cdot f}.
Nimmt man als {\displaystyle V} den Raum der selbstadjungierten Elemente einer C*-Algebra mit Einselement {\displaystyle e}, so fungiert {\displaystyle e} auch als Ordnungseinheit. Man befindet sich damit in der oben beschriebenen Situation der Zustände auf C*-Algebren.

## Geordnete Gruppen
Der Begriff des Zustands kann sogar auf geordnete abelsche Gruppen verallgemeinert werden. Ist {\displaystyle G} eine solche Gruppe mit positiver Halbgruppe {\displaystyle G^{+}} und ist darin eine Skala {\displaystyle \Gamma (G)\subset G^{+}} ausgezeichnet, so heißt eine Abbildung {\displaystyle f:G\rightarrow \mathbb {R} } ein Zustand, falls gilt:
- {\displaystyle f} ist ein Gruppenhomomorphismus in die additive Gruppe der reellen Zahlen,
- {\displaystyle f(G^{+})\subset \mathbb {R} _{0}^{+}},
- {\displaystyle f(\Gamma (G))=f(G^{+})\cap [0,1]}.

Der für die C*-Algebrentheorie wichtige Anwendungsfall ist die K0-Gruppe einer C*-Algebra, insbesondere von AF-C*-Algebren. Zustände der K0-Gruppe gehören zu Spuren auf den AF-C*-Algebren.